# Конокрадство
Конокра́дство — злочин, пов'язаний з таємним або відкритим заволодінням чужими кіньми.

## Історія
Конокрадство («татьба коней») — проти сільського населення було дуже тяжким злочином, оскільки нерідко позбавляло хлібороба останньої робочої худоби, а разом з тим і можливості обробляти своє поле.
Кваліфікованим (тяжким) злочином конокрадство визнавалося у випадках, коли винна особа займалася конокрадством як промислом. Згідно з Руською правдою за цей злочин віддавали на поталу («поток і розграблення»). Злочинця та його сім'ю виганяли з общини, а майно конфісковували на користь общини (пізніше — на користь князя). З часом під відданням на поталу стали розуміти фізичну розправу і конфіскацію майна.
У давньогерманському праві конокрадство тягло за собою побиття камінням або пробиття колом.